# CG-2.2
La Vía de Altas Prestaciones de Lugo-Monforte de Lemos o CG-2.2 es una vía para automóviles de la Junta de Galicia que transcurre entre Nadela y Monforte de Lemos, en la provincia de Lugo, diseñada como una carretera limitada a 90 km/h para ser un corredor de larga distancia y de alta Intensidad media diaria (IMD). La longitud de este tramo es de 44,99 kilómetros y cumplen los estándares para el desdoblamiento del corredor y en la actualidad, solo esta desdoblado en el tramo Puebla de San Julián-Sarria (centro) y esta en proyecto entre Nadela y Puebla de San Julián.

## Historia
La carretera LU-546 era una de las más transitadas de la provincia de Lugo, con una Intensidad media diaria (IMD) que superaba los 11.000 vehículos diarios. Además, el paso por las localidades la convertía en una vía peligrosa. Por ese motivo la Junta de Galicia inició las obras de construcción del corredor CG-2.2, una vía de altas prestaciones con el mismo recorrido pero evitando el paso por el centro de las localidades, ejerciendo de variante de las mismas.
El 19 de diciembre de 2008 se inauguró el primer tramo, entre la rotonda de Nadela y Sarria (sur), que suponía la reducción de los tiempos de viaje entre Lugo y Sarria a 20 minutos. Las obras continuaron hacia el sur y el 26 de octubre de 2012 se inauguró un nuevo de tramo de 7 kilómetros hasta el municipio de Incio. El 23 de octubre de 2015 se abrió el tramo entre Bóveda y Monforte de Lemos, completándose el corredor con la inauguración del tramo entre Incio y Bóveda el 27 de noviembre de 2015.

## Desdoblamiento en autovía
Los corredores son vías para automóviles con trazado válido para en un futuro poder ser desdoblada su calzada constituyendo una autovía. Por ello, las estructuras, obras de paso, trazado, etc. se construyen previstos para poder ser usados en un futuro con dos calzadas. El desdoblamiento de autovía se estudia tramo por tramo en función de la Intensidad media diaria (IMD) de los mismos.
El 10 de febrero de 2017 se licitó el desdoblamiento y conversión en autovía del tramo entre Puebla de San Julián y Sarria (centro). El 15 de marzo de 2022 se licitó el tramo entre Nadela y Puebla de San Julián.
El 23 de noviembre de 2022 entró en servicio el primer tramo de la nueva autovía AG-22, concretamente los 9,7 km entre Puebla de San Julián y Sarria en sentido Monforte de Lemos, así como 1,2 km entre los enlaces centro y norte de Sarria en sentido Lugo.
En la actualidad sigue en fase de redacción de proyecto del tramo Nadela y Puebla de San Julián.

## Tramos

### Tramos originalesCG-2.2
| Denominación | Tramo                                                   | Kilómetros | Año servicio |
| ------------ | ------------------------------------------------------- | ---------- | ------------ |
| CG-2.2       | N-6 LU-11 Nadela - LU-546 Sarria (sur)                  | 26,8       | 2008         |
| CG-2.2       | LU-546 Sarria (sur) - LU-546 Incio                      | 7          | 2012         |
| CG-2.2       | LU-546 Incio - LU-652 Bóveda                            | 9          | 2015         |
| CG-2.2       | LU-652 Bóveda - LU-617 VG-2.1 Monforte de Lemos (norte) | 11,7       | 2015         |

### Conversión enAG-22
| Denominación | Tramo | Kilómetros  | Año servicio |
| ------------ | --- | ----------- | ------------ |
| AG-22        | Puebla de San Julián - Sarria (centro) Tramo: Puebla de San Julián - Sarria (centro) (sentido Sur) Subtramo: Puebla de San Julián - Sarria (norte) (sentido Norte) Subtramo: Sarria (norte) - Sarria (centro) (sentido Norte) | 9,7 8,5 1,2 | 2022         |

## Salidas

### Tramo Nadela-Puebla de San Julián
| Velocidad | Esquema | Salida | Sentido Puebla de San Julián (AG-22)                                                                               | Carriles | Sentido Nadela (N-6 y LU-11) | Carretera | Notas |
| --------- | ------- | ------ | --- | -------- | --- | --------- | ----- |
|           |         |        | Comienzo de Vía de Altas Prestaciones Lugo-Monforte de Lemos CG-2.2 Procede de: N-6 LU-11 Nadela                   |          | Fin de Vía de Altas Prestaciones Lugo-Monforte de Lemos CG-2.2 Incorporación final N-6 LU-11 Dirección final: LU-546 Sarria N-6 Lugo LU-11 Lugo A-6 La Coruña Madrid N-6 Madrid | N-6 LU-11 |       |
|           |         |        | viaducto río Chamoso 260 metros                                                                                    |          | viaducto río Chamoso 260 metros |           |       |
|           |         | 5      | LU-546 Corgo |          | LU-546 Corgo | LU-P-1608 |       |
|           |         | 10     | LU-546 Maceda LU-612 Lousada                                                                                       |          | LU-546 Maceda LU-612 Lousada | LU-P-1611 |       |
|           |         |        | viaducto río Neira 170 metros                                                                                      |          | viaducto río Neira 170 metros |           |       |
|           |         | 13     | LU-546 Puebla de San Julián Páramo                                                                                 |          | | LU-P-4303 |       |
|           |         |        | Fin de Vía de las Altas Prestaciones Lugo-Monforte de Lemos CG-2.2 Dirección final: AG-22 Sarria Monforte de Lemos |          | Inicio de Vía de las Altas Prestaciones Lugo-Monforte de Lemos CG-2.2 Procede de: AG-22 Puebla de San Julián                                                                    | AG-22     |       |

### Tramo Sarria (centro)-Monforte de Lemos
| Velocidad | Esquema | Salida | Sentido Monforte de Lemos (VG-2.1) | Carriles | Sentido Sarria (AG-22) | Carretera     | Notas |
| --------- | ------- | ------ | --- | -------- | --- | ------------- | ----- |
|           |         |        | Comienzo de Vía de Altas Prestaciones Lugo-Monforte de Lemos CG-2.2 Procede de: AG-22 Sarria                                                                              |          | Fin de Vía de Altas Prestaciones Lugo-Monforte de Lemos CG-2.2 Incorporación final AG-22 Dirección final: AG-22 Puebla de San Julián Lugo | AG-22         |       |
|           |         | 24     | |          | LU-633 Sarria Paradela | LU-633        |       |
|           |         |        | viaducto de Sarria 740 metros |          | viaducto de Sarria 740 metros |               |       |
|           |         | 26     | LU-546 Sarria (sur) |          | LU-546 Sarria (sur) | LU-546        |       |
|           |         |        | viaducto de Albán 540 metros |          | viaducto de Albán 540 metros |               |       |
|           |         |        | viaducto río Pequeño 120 metros |          | viaducto río Pequeño 120 metros |               |       |
|           |         | 31     | LU-546 Oural |          | LU-546 Oural | LU-546        |       |
|           |         | 34     | Rubián de Cima LU-546 Vila de Mouros Centro de Conservación y Vialidad |          | | LU-546        |       |
|           |         |        | ff.cc. Palencia-La Coruña 120 metros |          | ff.cc. Palencia-La Coruña 120 metros |               |       |
|           |         | 34     | |          | Rubián de Cima LU-546 Vila de Mouros Centro de Conservación y Vialidad                                                                    | LU-546        |       |
|           |         |        | viaducto LU-546 96 metros |          | viaducto LU-546 96 metros |               |       |
|           |         |        | viaducto del río Noceda 245 metros |          | viaducto del río Noceda 245 metros |               |       |
|           |         |        | viaducto de San Fiz 186 metros |          | viaducto de San Fiz 186 metros |               |       |
|           |         | 38     | LU-644 Rubián Cruz do Incio |          | LU-644 Rubián Cruz do Incio | LU-644        |       |
|           |         |        | viaducto del río Viloria 157 metros |          | viaducto del río Viloria 157 metros |               |       |
|           |         |        | viaducto de Xullán 242 metros |          | viaducto de Xullán 242 metros |               |       |
|           |         | 43     | LU-652 Bóveda Puebla del Brollón N-120 Ponferrada |          | LU-652 Bóveda Puebla del Brollón N-120 Ponferrada                                                                                         | LU-652        |       |
|           |         |        | viaducto del río Mao 208 metros |          | viaducto del río Mao 208 metros |               |       |
|           |         |        | ff.cc. Palencia-La Coruña 117 metros |          | ff.cc. Palencia-La Coruña 117 metros |               |       |
|           |         | 50     | LU-546 Monforte de Lemos (norte) |          | LU-546 Monforte de Lemos (norte) | LU-546        |       |
|           |         | 52     | LU-P-3202 Monforte de Lemos (centro) Currelos |          | LU-P-3202 Monforte de Lemos (centro) Currelos                                                                                             | LU-P-3202     |       |
|           |         |        | Fin de Vía de las Altas Prestaciones Lugo-Monforte de Lemos CG-2.2 Dirección final: LU-617 Monforte de Lemos (oeste) VG-2.1 Escairón Chantada Orense LU-617 Seoane Tuiriz |          | Inicio de Vía de las Altas Prestaciones Lugo-Monforte de Lemos CG-2.2 Procede de: VG-2.1 LU-617 Monforte de Lemos                         | VG-2.1 LU-617 |       |